# Parco nazionale della Grande Prateria
Il parco nazionale della Grande Prateria (in ucraino Великий Луг?, Velykyj Luh; in russo  Великий Луг?, Velikij Lug) si estende sullo storico terreno della steppa nel sud-est dell'Ucraina. Sito sulla sponda meridionale del bacino idrico Kakhovka del fiume Dnepr, è stato creato dalla Stazione Idroelettrica di Dnepr. I prati e i canneti sulla riva ospitano uno dei più grandi punti di trasmigrazione per gli uccelli dell'Europa orientale. Il parco si trova nel rajon di Vasylivka dell'Oblast' di Zaporižžja.

## Topografia
Il parco è prevalentemente situato sulla pianura alluvionale terrazzata del lato meridionale del fiume Dnepr. Poiché gran parte della terrazza (storicamente nota come "Grande Prateria") fu inondata dalla creazione del bacino idrico, il territorio del parco è per lo più costituito da crinali e fasce costiere lungo la riva. Una delle aree ecologicamente protette del parco è la pianura alluvionale di Sim Maiakiv, un'area paludosa di Ramsar che ospita elevati livelli di biodiversità nella foresta di steppa e nei canneti della foce di uno degli affluenti del bacino.
Il sito si trova a nord-ovest della regione più ampia della pianura del Mar Nero.

## Clima ed ecoregione
La designazione climatica ufficiale della Grande Prateria è clima continentale umido - sottotipo estivo caldo (classificazione climatica Köppen Dfb), con grandi differenze di temperatura stagionali e un'estate calda (almeno quattro mesi con una media di oltre 10 °C, ma nessun mese con una media superiore a 22 °C. Il parco si trova nell'ecoregione della steppa pontico-caspica.

## Flora e fauna
Il parco è un'importante meta di trasmigrazione, nidificazione e foraggiamento per gli uccelli acquatici. La topografia carsica permette il filtraggio dell'acqua, la pianura alluvionale, con una copertura idrica altamente variabile, fornisce aree di foraggiamento e le falesie calcaree lungo le coste, ospitano aree di nidificazione per gli uccelli.

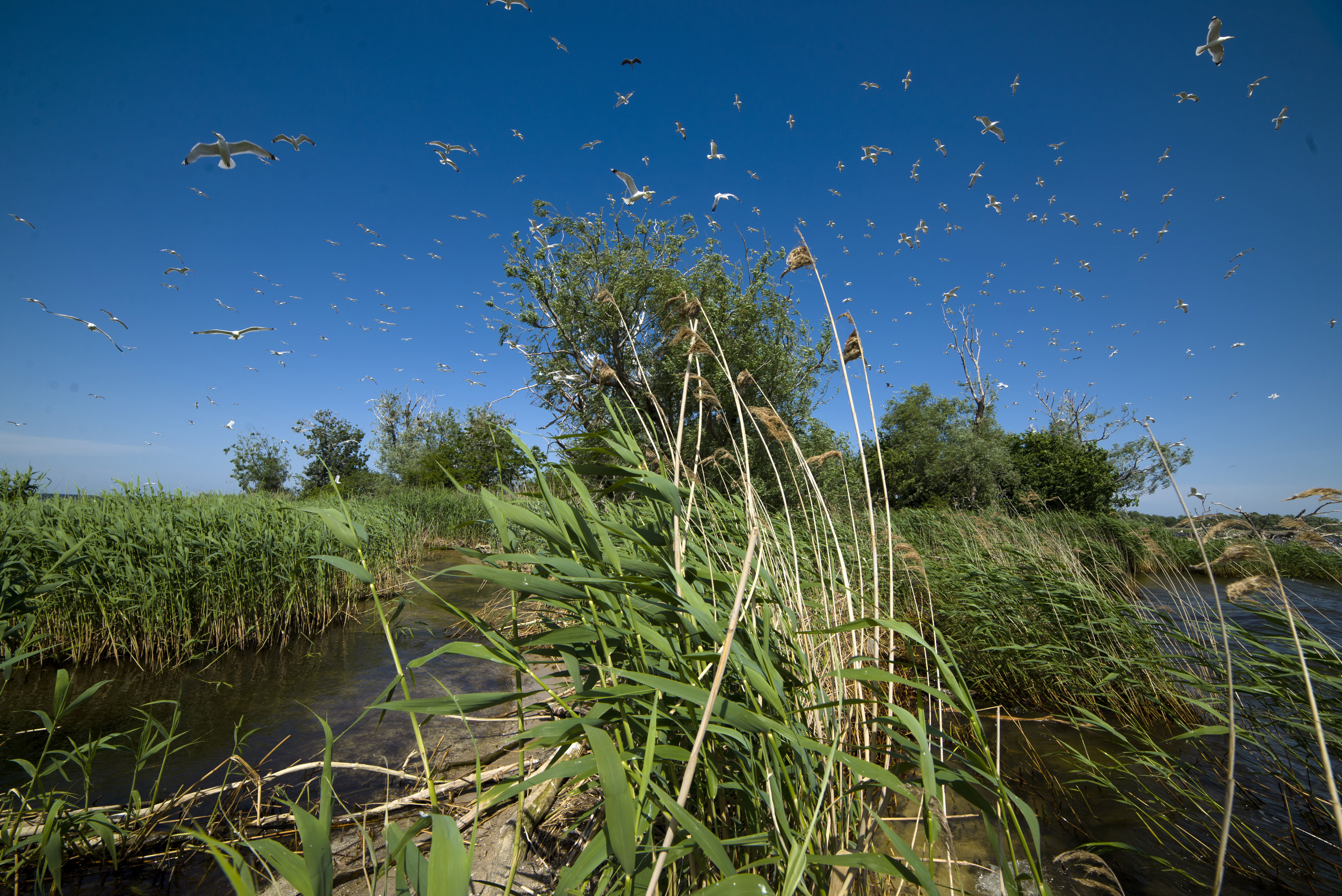
Uccelli in volo sui canneti a Velyka Luga

La parte calda, piatta e poco profonda della terrazza sommersa è un vasto habitat per l'alimentazione dei pesci; le uniche doline carsiche della zona, ospitano grandi colonie di molte specie di pipistrelli.
Il parco è stato progettato per includere settori dedicati alla protezione della natura, alla ricreazione, al turismo e lo studio culturale e storico e delle zone neutre.
Lo staff del parco sponsorizza attività di consapevolezza educativa ed ecologia per bambini e adulti del luogo. Il parco fornisce al momento quattro percorsi di attività salutari, un percorso di escursionismo e ciclismo e quattro di studio ecologico.